# Liste der Mitglieder des gambischen Parlaments (1977–1982)
Dies ist eine Liste der Mitglieder des gambischen Parlaments (1977–1982).
Die Mitglieder des Parlaments in der westafrikanischen Staat Gambia, dem Repräsentantenhaus (englisch House of Representatives), wurden bei den Parlamentswahlen 1977 gewählt. Damals bestand das Repräsentantenhaus aus insgesamt 44 Mitgliedern, wovon 35 Mitglieder bei den Wahlen über eine Direktwahl ermittelt wurden, weitere neun Mitglieder wurden ernannt.

## Mitglieder des Parlaments

### Gewählte Mitglieder des Parlaments
|  | Name                                     | Partei | Wahlkreis          | Verwaltungseinheit | Anmerkung                                             |
|  | ---------------------------------------- | ------ | ------------------ | ------------------ | ----------------------------------------------------- |
|  | Ibrahima B. A. Kelepha-Samba (1915–1995) | PPP    | Banjul North       | Banjul             |                                                       |
|  | John R. Forster († 1977)                 | UP     | Banjul Central     | Banjul             | ausgeschieden 1977, Nachfolger: Horace R. Monday, Sr. |
|  | Horace R. Monday (1907–1996)             | PPP    | Banjul Central     | Banjul             | nachgewählt 1977 für: John R. Forster                 |
|  | Momodou (Dodou) M. Taal                  | UP     | Banjul South       | Banjul             |                                                       |
|  | Bakary P. Camara († 1978)                | NCP    | Bakau              | Kombo St. Mary     | verstorben 1978, Nachfolger: Dembo Bojang             |
|  | Dembo Bojang                             | NCP    | Bakau              | Kombo St. Mary     | nachgewählt 1978 für: Bakary P. Camara                |
|  | Omar A. Jallow (* 1949)                  | PPP    | Serekunda East     | Kombo St. Mary     |                                                       |
|  | Gibou M. Jagne († 2021)                  | NCP    | Serekunda West     | Kombo St. Mary     |                                                       |
|  | Alieu B. N’Jie (1904–1982)               | PPP    | Northern Kombo     | Brikama            |                                                       |
|  | Famara Wassa Touray                      | PPP    | Southern Kombo     | Brikama            |                                                       |
|  | Dembo A. S. Jatta                        | PPP    | Central Kombo      | Brikama            |                                                       |
|  | Lamin Kitty Jabang (* 1942)              | PPP    | Eastern Kombo      | Brikama            |                                                       |
|  | Ismaila B. Jammeh                        | PPP    | Eastern Foni       | Brikama            |                                                       |
|  | B. L. Kuti Sanyang                       | PPP    | Western Foni       | Brikama            |                                                       |
|  | Kemo Sanneh                              | PPP    | Eastern Jarra      | Mansa Konko        |                                                       |
|  | Yaya Ceesay (* 1937)                     | PPP    | Western Jarra      | Mansa Konko        |                                                       |
|  | Jerreh L. B. Daffeh (1930–1998)          | PPP    | Eastern Kiang      | Mansa Konko        |                                                       |
|  | Howsoon O. Semega-Janneh                 | PPP    | Western Kiang      | Mansa Konko        |                                                       |
|  | Saihou S. Sabally (* 1947)               | PPP    | Sabach Sanjal      | Kerewan            |                                                       |
|  | Fodayba Jammeh                           | NCP    | Illiasa            | Kerewan            |                                                       |
|  | Sheriff M. Dibba (1937–2008)             | PPP    | Central Baddibu    | Kerewan            |                                                       |
|  | Foday A. K. Makalo                       | NCP    | Lower Baddibu      | Kerewan            |                                                       |
|  | Momodou S. K. Manneh                     | PPP    | Jokadu             | Kerewan            |                                                       |
|  | Mafode (Foday) F. Sonko                  | PPP    | Lower Niumi        | Kerewan            |                                                       |
|  | Landing Jallow Sonko († 2015)            | PPP    | Upper Niumi        | Kerewan            |                                                       |
|  | Kebba N. Leigh                           | PPP    | Sami               | Georgetown         |                                                       |
|  | Demba S. Cham                            | PPP    | Niani              | Georgetown         |                                                       |
|  | Amulai Janneh                            | PPP    | Saloum             | Georgetown         |                                                       |
|  | Abdul M’Ballow                           | PPP    | Lower Fulladu West | Georgetown         |                                                       |
|  | Kebba K. Jawara                          | PPP    | Upper Fulladu West | Georgetown         |                                                       |
|  | Lamin B. M’Boge                          | PPP    | Niamina            | Georgetown         |                                                       |
|  | Momodou C. Jallow (1919–2000)            | PPP    | Jimara             | Basse              |                                                       |
|  | Assan Musa Camara (1923–2013)            | PPP    | Kantora            | Basse              |                                                       |
|  | Momodou C. Cham (* 1938)                 | PPP    | Tumana             | Basse              |                                                       |
|  | Kebba J. Krubally                        | PPP    | Basse              | Basse              |                                                       |
|  | Seni Singhateh (1939–2013)               | PPP    | Wuli               | Basse              |                                                       |
|  | Musa S. Dabo                             | PPP    | Sandu              | Basse              |                                                       |

### Ernannte Mitglieder des Parlaments
Neun weitere Mitglieder des Parlaments wurden ernannt, diese sind bislang unzureichend belegt. Darunter wurden vier von den Seyfolu unter ihren Reihen gewählt. Auch der Attorney General (deutsch Generalstaatsanwalt) ist ex-officio (deutsch von Amts wegen) ist Mitglied des Parlaments.
| Name                                  | Partei | Anmerkung                       |
| ------------------------------------- | ------ | ------------------------------- |
| n/a                                   |        | Attorney General                |
| Alieu Sulayman Jack                   |        | Parlamentssprecher              |
| Louise N’Jie (1922–2014)              |        |                                 |
| Momodou Baboucar Njie (1929–2009)     |        |                                 |
| Abdoulie Sulayman M’Boob (1930–2015?) |        | nach dem Putschversuch von 1981 |

## Veränderungen
- John R. Forster (UP), Wahlkreis Banjul Central, Member of Parliament bis 1977
- Horace R. Monday, Sr. (PPP), Wahlkreis Banjul Central, Member of Parliament ab 1977
- Bakary P. Camara (NCP), Wahlkreis Bakau, Member of Parliament bis 1978
- Dembo Bojang (NCP), Wahlkreis Bakau, Member of Parliament ab 1978

## Spezielle Funktionen
- Sprecher der Mehrheitsfraktion (englisch Majority Leader): n/a
- Sprecher der Minderheitsfraktion (englisch Minority Leader): n/a
- Parlamentssprecher: Alieu Sulayman Jack

## Abkürzungen und Akronyme
| UP  | United Party               |
| PPP | People’s Progressive Party |
| NCP | National Convention Party  |
| MP  | Member of Parliament       |